# Suðureyri
Suðureyri é uma localidade na Islândia. Em 2018 tinha uma população de cerca de 257 habitantes.